# الفردیس
الفردیس (به عربی: الفرديس) یک منطقهٔ مسکونی در لبنان است که در شهرستان حاصبیا واقع شده‌است.